# Antoni Austen
Antoni Jan Austen (ur. 9 stycznia 1865 w Warszawie, zm. 4 stycznia 1938 tamże) – polski artysta malarz, ilustrator, krytyk sztuki i pedagog.

## Życiorys

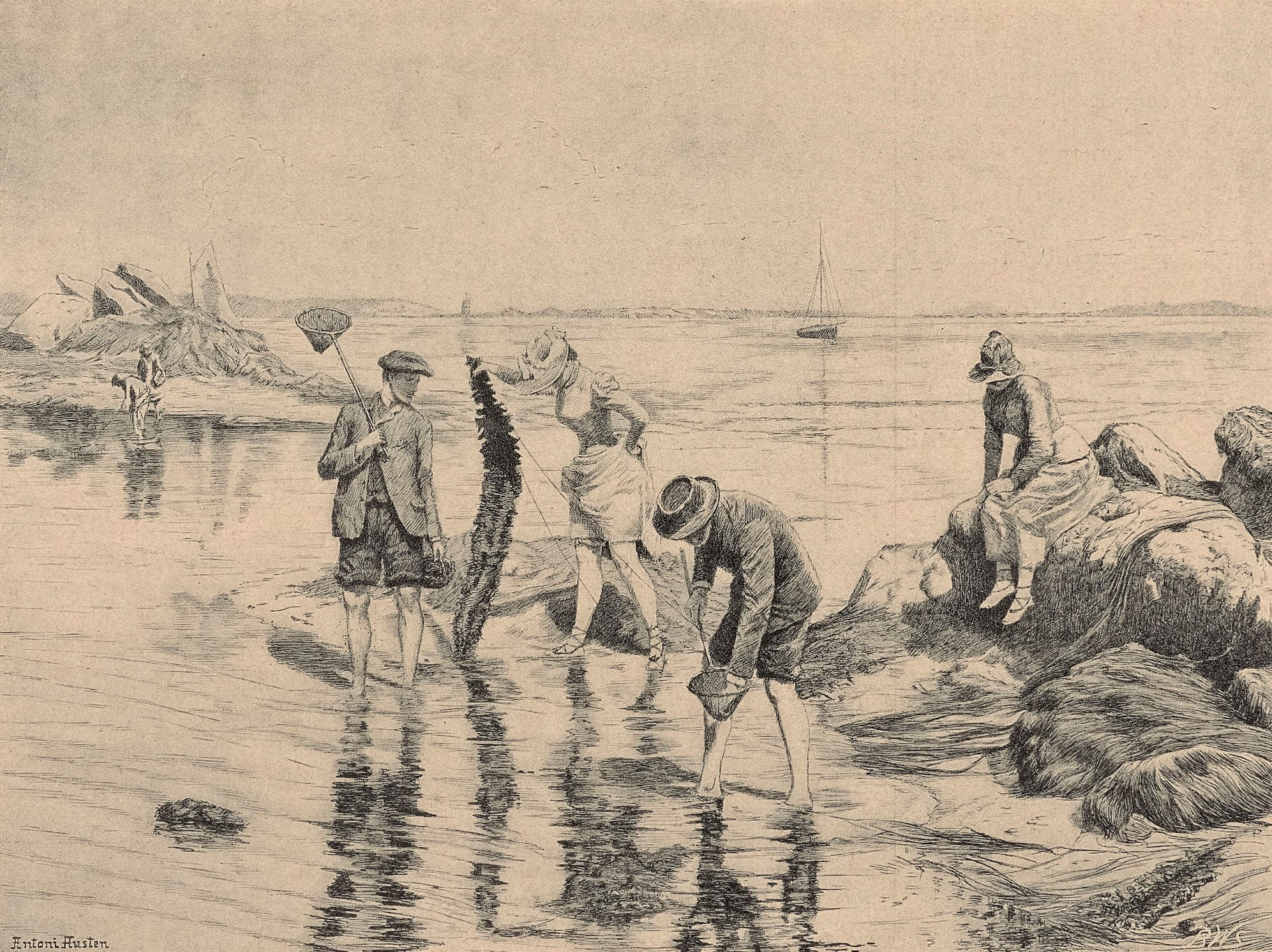
Antoni Jan Austen - reprodukcja rysunku „Połów krewetek” (1907).

Od 1883 uczęszczał do prowadzonej przez Wojciecha Gersona Warszawskiej Klasy Rysunkowej, w 1887 ukończył naukę i dwa lata później wyjechał na Krym aby ćwiczyć malowanie pejzaży. W tym samym roku wyjechał do Paryża, gdzie studiował w Académie Julian. Jego wykładowcami byli Jules Joseph Lefebvre, Jean Joseph Benjamin-Constant, Tony Robert-Fleury i Lucien Doucet. W 1892 powrócił do Warszawy, natychmiast został wziętym ilustratorem prasy codziennej i periodyków, jego rysunki znajdowały się w „Kłosach”, „Ateneum”, „Sfinksie”, „Ziarnie”, „Bluszczu” i „Tygodniku Ilustrowanym”. Od 1893 publikował własną twórczość literacką, recenzje, artykuły i korespondencję, współpracował w tym zakresie z „Tygodnikiem Ilustrowanym”, „Ateneum” i „Przeglądzie Tygodniowym”. Przedmiotem publikacji była krytyka sztuki, Antoni Austen publicznie wytykał instytucjom artystycznym konserwatyzm i popularyzował sztukę stosowaną. Był świetnym mówcą. Równolegle prowadził działalność pedagogiczną, był zarządcą i wykładowcą w Szkole Artystycznej dla Kobiet A. Conti. Od 1911 prowadził Szkołę malarstwa plenerowego, która działała w warszawskim Parku Sieleckim. Jednym z jego uczniów był Józef Zimmerman.
Po odzyskaniu przez Polskę niepodległości był komisarzem XX komisariatu Straży Obywatelskiej w Warszawie.
Zmarł 4 stycznia 1938 w Warszawie. Pochowany na cmentarzu Powązkowskim (kwatera 42-3-20).

## Ordery i odznaczenia
- Srebrny Krzyż Zasługi (20 września 1925)[1]